# Gustav Bauernfeind

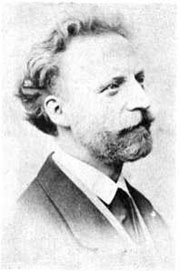
Gustav Bauernfeind

Johann Gustav Adolph Bauernfeind (* 4. September 1848 in Sulz am Neckar; † 24. Dezember 1904 in Jerusalem) war ein deutscher Maler, Illustrator und Architekt. Er gilt als der bekannteste Orientmaler Deutschlands.

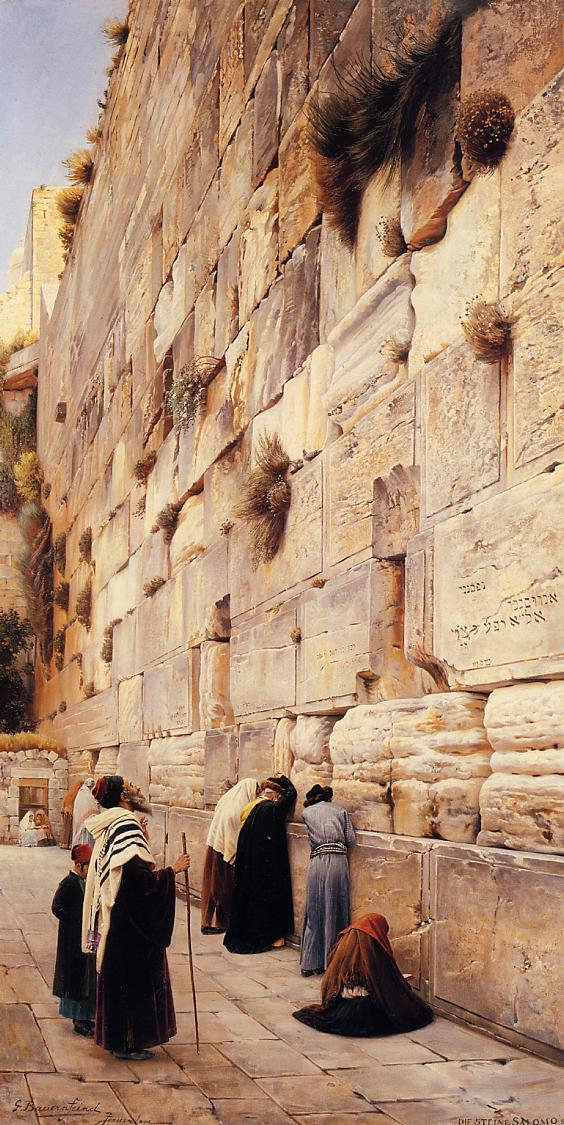
Die Klagemauer, Jerusalem, 1904

## Leben
Gustav Bauernfeind wurde als sechstes der neun Kinder des katholischen Apothekers Johann Baptist Bauernfeind und seiner evangelischen Ehefrau Anna Maria Adrion geboren.
Nach seinem Architektur-Studium am Polytechnikum in Stuttgart arbeitete er zunächst im Architektenbüro von Professor Wilhelm Bäumer und später in dem von Adolph Gnauth, wo er auch zur Malerei fand. Bauernfeind hatte sich in seiner frühen Schaffensphase zunächst deutschen Ortsansichten sowie Motiven aus Italien gewidmet. Eine Reise in den Nahen Osten von 1880 bis 1882 weckte dann seine Liebe zum Orient, den er in der Folge immer wieder bereiste. Hier lernte er 1887 in Jerusalem seine spätere Ehefrau Helena Elisabeth Bertsch kennen. Helena Elisabeths Mutter war die Schwester des Kaufmanns Georg David Hardegg, welcher bereits 1868 mit Familie ins Heilige Land aufgebrochen war. In den Jahren 1890–1896 wohnte die Familie in München, ehe er im Jahr 1896 mit Frau und Sohn Otto ganz nach Palästina übersiedelte und sich 1898 in Jerusalem niederließ. Bauernfeind lebte und arbeitete ab 1896 in Palästina sowie im Libanon und in Syrien.

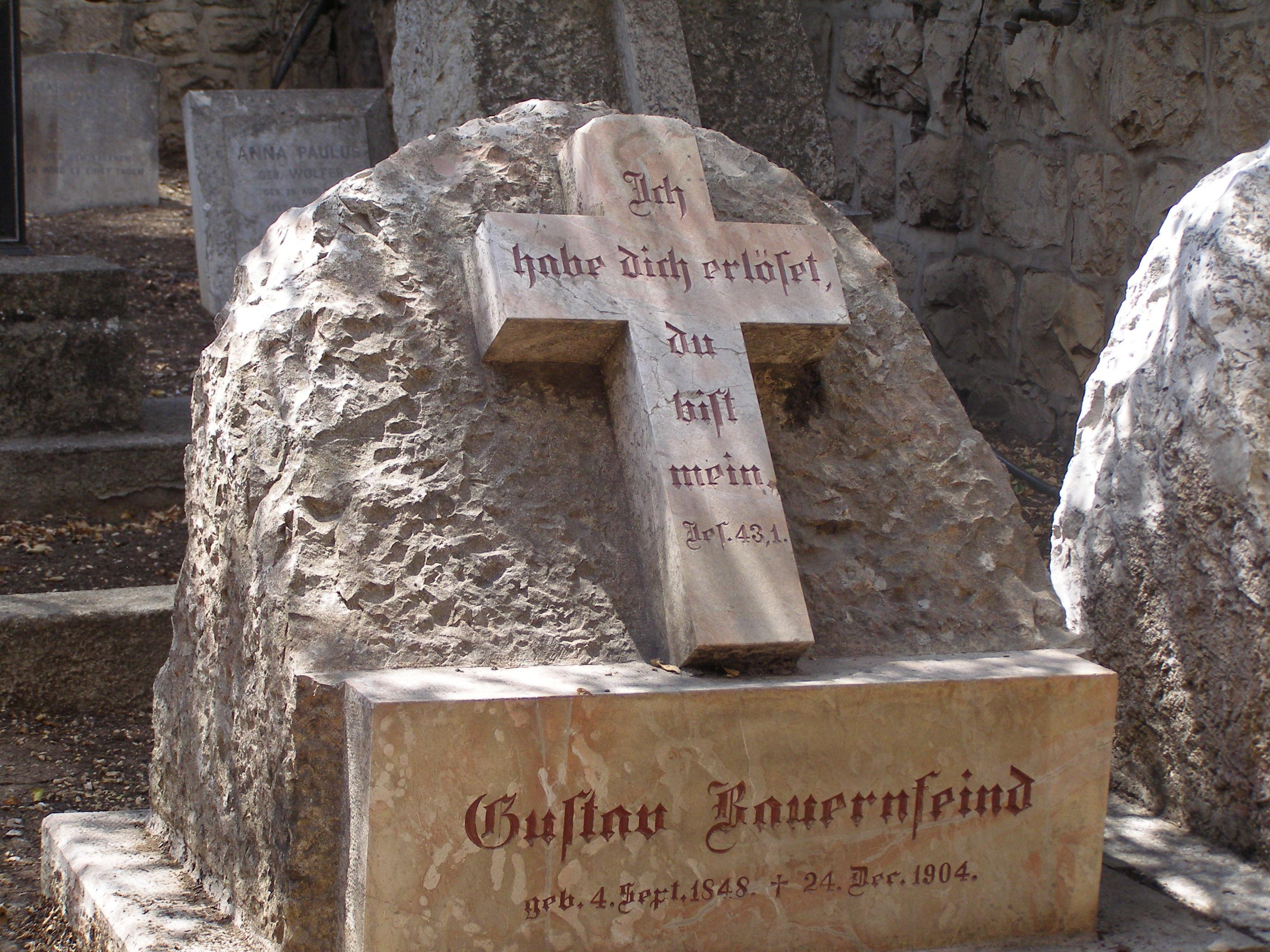
Bauernfeinds Grab

Sein Werk zeichnet sich vor allem durch Architektur- und Genrebilder mit palästinensischen Motiven aus. Bauernfeinds Spezialität waren akribisch ausgearbeitete, aufwendig komponierte und zumeist beinahe fotografisch genaue Stadtansichten und Bilder bekannter Heiligtümer in Öl. Daneben schuf er auch Aquarelle und Landschaftsszenen. Zu Lebzeiten war er der beliebteste Orientmaler Deutschlands, geriet aber schon bald nach seinem Tod in Vergessenheit. Seit Anfang der 1980er-Jahre setzte jedoch eine allmähliche Wiederentdeckung des Künstlers ein, die sich auch in Auktionspreisen spiegelte. So erzielte sein Ölgemälde Die Klagemauer, Jerusalem bei einer Versteigerung bei Christie’s in London 1992 umgerechnet 326.000 Euro, bei einer erneuten Versteigerung am 27. Juni 2007 bei Sotheby’s in London jedoch umgerechnet 4.500.000 Euro. Im Jahr 1997 erhielt das Ölgemälde Der Hafen von Jaffa, das sich seit 1951 in Kölner Privatbesitz befunden hatte, bei der Auktion 174 des Kölner Auktionshauses Van Ham Kunstauktionen für 1.510.000 DM den Zuschlag. Dies war seinerzeit nicht nur der bislang höchste Preis für ein Werk Bauernfeinds, sondern auch das höchste Ergebnis für ein Gemälde des 19. Jahrhunderts in einer deutschen Auktion überhaupt.
An seinem Geburtsort Sulz am Neckar wird Leben und Werk des Malers durch das dortige Gustav-Bauernfeind-Museum mit einer umfangreichen Dauerausstellung gewürdigt.

## Werke (Auswahl)

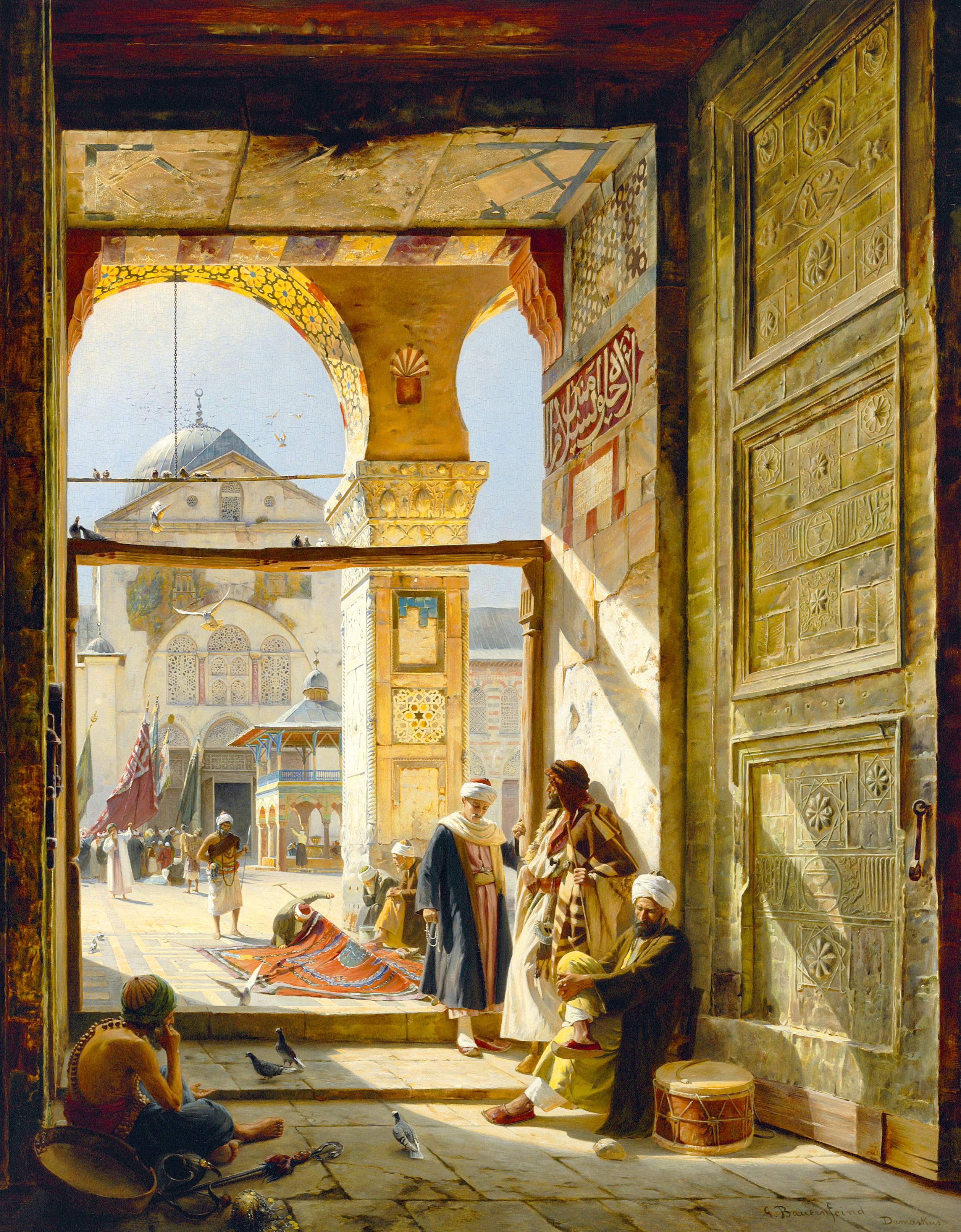
Bauernfeind: Das Tor der großen Umayyaden-Moschee (1890)

### Bilder
- Castel Gandolfo am Albaner See, 1864 (Zeichnung, Bleistift auf Papier)
- Markt in Jaffa, 1887 (Ölgemälde)
- Der Hafen von Jaffa, 1888 (Ölgemälde)
- Straßenszene in Damaskus, um 1887 (Ölgemälde, 51 × 68 Zentimeter)
- Jaffa, Einziehung der türkischen Landwehr in Palästina, 1888 (Ölgemälde)
- Die Klagemauer, Jerusalem, 1890 (Ölgemälde, 130 × 101 Zentimeter)
- Straße in Jerusalem (Ölgemälde, 109 × 82 Zentimeter)
- Ansicht der deutschen Kolonie in Haifa, 1898 (Ölgemälde)
- Jerusalem, Blick von unten auf den Felsendom (Ölgemälde, 109 × 82 Zentimeter)
- Eingang zum Tempelberg, Jerusalem (Ölgemälde, 102 × 70 Zentimeter)
- Das Tor der großen Umayyaden-Moschee, 1890 (121,0 cm × 96,5 Zentimeter)

### Schriften
- Die Reise nach Damaskus. 1888/89. Tagebuchaufzeichnungen des Orientmalers, herausgegeben von Hugo Schmid unter Mitarbeit von Otto Höschle, Tübingen und Basel 1996 (ISBN 3-7720-2163-8)